# Переулок Льва Выготского
Переу́лок Льва Выго́тского — улица в центре Москвы в Хамовниках между Большим Саввинским переулком и Саввинской набережной.

## Происхождение названия
Проектируемый проезд № 6020 был назван в декабре 2015 года в честь выдающегося психолога, одного из мэтров советской психологии Л. С. Выготского (1896—1934).
До июля 2023 года ни одной таблички в указанием названия переулка на домах не обнаружено.

## Описание
Переулок Льва Выготского начинается от Большого Саввинского переулка, проходит на северо-запад до Саввинской набережной.

## Примечательные здания и сооружения
По нечётной стороне:
По чётной стороне: